# Suda Hisashi
Suda Hisashi (japanisch 須田 寿; geb. 25. Mai 1906 in Tokio; gest. 24. Januar 2005) war ein japanischer Maler der Yōga-Richtung während der Shōwa-Zeit.

## Leben und Werk
Suda Hisashi wurde 1906 in Tokio als vierter Sohn von Kadoi Morijirō geboren, nahm aber später den Namen Suda an: das war eine Familie aus der Verwandtschaft, die ihn adoptiert hatte. Um die Zeit, als er die Seikei-Mittelschule beendete, begann er sich für westliche Malerei zu interessieren und beschloss, selbst Maler zu werden. Er begann sein Studium an der privaten Kawabata-Kunstschule (川端画学校, Kawabata Ga-gakkō) und setzte dann sein Studium an der Kunsthochschule Tōkyō (東京美術学校, Tōkyō bijutsu gakkō) fort. Dort wurde er zunächst von Nagahara Kōtarō und dann von Wada Eisaku unterrichtet. Während er noch auf der Kunsthochschule war, wurde 1930 sein für die 11. Teiten-Ausstellung eingereichtes Bild mit dem Titel „裸婦“ (Rafu, Akt) angenommen. Er stellte weiter mit der Teiten aus, schloss sich 1941 der Künstlergruppe Sōgen-kai (創元会) an.
Nach dem Pazifikkrieg blieb Suda zunächst bei der Sōgen-kai und gewann besondere Anerkennung auf der 3. Nitten-Ausstellung 1948 für sein Bild „アヒル“ (Ahiru, Ente). Im folgenden Jahr verließ er aber die Sōgen-kai und zog sich auch von der Nitten zurück. Er gründete dann zusammen mit sieben Kollegen, darunter Ushijima Noriyuki und Iijima Kazuji, die Künstlervereinigung Rikki-kai (立軌会). Er blieb weiterhin künstlerisch aktiv und zeigte seine Werke unter anderem auf der „日本国際美術展覧会“ (Nihon kokusai bijtsu tenran-kai). Im September 1954 reiste er zum ersten Mal nach Europa und besuchte unter anderem Frankreich, Italien und Spanien. Ab 1957 wurde er lehrend an der Kunsthochschule Musashino tätig, an der er 1960 zum Professor ernannt wurde. 1973 reiste er wieder einmal nach Europa, hielt sich vor allem in Griechenland auf. 1977 konnte er eine Werk-Ausstellung mit 85 Bildern am Tōkyo Central Art Museum gestalten, vornehmlich mit Werken aus der Vorkriegszeit.
Von etwa 1956, als Suda das Bild „牛と人“ (Ushi to hito, Kuh und Mensch) schuf, kristallisierte sich sein eigener Stil heraus. Es folgten „鶏を抱く少年“ (Niwatori o daku shōnen, Knabe, der ein Huhn streichelt; 1969) und „白い蕾のある風景“ (Shiroi tsubo no aru fūkei, Landschaft mit weißer Vase; 1973), die mentale Schöpfungen waren, in dick aufgetragenen Farben realisiert.
2001 wurde Suda mit dem Nakamura-Tsune-Preis (中村彝賞) ausgezeichnet.